# Celosia vanderystii
Celosia vanderystii är en amarantväxtart som beskrevs av Schinz. Celosia vanderystii ingår i släktet celosior, och familjen amarantväxter. Inga underarter finns listade i Catalogue of Life.